# WWE女子冠軍 (2016年-)
WWE 女子冠軍（英語：WWE Women's Championship），是隸屬於世界摔角娛樂的一冠軍項目，它亮相於2016年4月3日的第32屆摔角狂熱大賽，並由名人堂成員Lita發布。

## WWE 女子冠軍
2016年摔角狂熱，由WWE名人堂女子選手麗塔宣布WWE麗人冠軍將被舊有的WWE女子冠軍頭銜取代，並且是全新的腰帶設計，勝利者將從當晚女子選手三方威脅戰的勝利者能贏得，最後，由夏洛特·福萊爾打敗薩莎·班克斯和Becky Lynch，成為史上第一任WWE RAW女子冠軍，並重新記錄冠軍腰帶持有天數。
然而，在2016年7月25日上的RAW，薩莎·班克斯用她的絕招Banks Statement擊敗夏洛特·福萊爾，成為新任女子冠軍。而從這天開始，兩人展開妳丟我撿的冠軍競逐賽，之後夏洛特·福萊爾在PPV上再追加3次擊敗薩莎·班克斯的奪冠紀錄，但也夾雜著2次被Banks Statement壓制而輸掉腰帶的敗仗。
至於SmackDown方面，也在2016年8月的節目上，由總經理丹尼爾·布萊恩親自宣布，SmackDown將有該品牌獨立的女子冠軍項目，稱作WWE SmackDown女子冠軍。冠軍人選將在9月的PPV爆裂震撼上由獲勝之女子選手贏得。
不過，解決宿敵後的夏洛特·福萊爾，到了2017年眼前出現另一位新的腰帶挑戰者Bayley。儘管夏洛特·福萊爾身邊有Dana Brooke幫忙，但薩莎·班克斯出面用拐杖主持正義，不但扶持Bayley上位成功，甚至還在狂熱之路毀了夏洛特·福萊爾的PPV不敗女王金身。夏洛特·福萊爾相當不服氣，決定在摔角狂熱討回腰帶，但卻因為接連輸給薩莎·班克斯和Nia Jax，導致變成四方威脅淘汰賽制。最後Bayley衛冕成功，證明自己絕不是夏洛特·福萊爾口中的小女孩，而是貨真價實的超級巨星。
但是，在絕命復仇上，阿歷薩·布利斯擊敗Bayley，成為第一位拿過Raw和SmackDown女子冠軍腰帶的選手。儘管個頭嬌小，但凶悍狡猾的阿歷薩·布利斯證明她的2次WWE SmackDown女子冠軍絕非僥倖。直到在夏日衝擊被薩莎·班克斯打敗，這也是薩莎·班克斯第4次拿下WWE RAW女子冠軍。
不過，短短一個禮拜內，阿歷薩·布利斯再次將腰帶要回來，並在第1次的女子組行刑室鐵籠戰中獲勝。
2018年在紐奧良舉辦的第34屆摔角狂熱上，Nia Jax擊敗了連任223的冠軍阿歷薩·布利斯，生涯首度上位。
2021年4月11日 芮亞·雷普利在摔角狂熱37上終結了連任231天的冠軍Asuka華名。2021年7月19日現場錄製RAW的節目中，新任公事包持有者妮琪A.S.H見狀腰帶持有者夏洛特遭受芮亞·雷普利攻擊而倒地且馬上兌換自己手上的公事包合約並順利擊敗夏洛特而成為新任RAW女子冠軍。
2021年8月21日的摔角狂熱賽事上，冠軍持有者妮琪A.S.H衛冕失利，由夏洛特再度拿下冠軍腰帶。
此腰帶已於2023年6月9日時的SmackDown節目上宣布頭銜名稱更改為新版WWE女子冠軍，冠軍持有人為Asuka，沒過多久，前任女子冠軍夏洛特突如其来宣布回歸並表示將於三個禮拜後將挑戰現任冠軍。

## 冠軍品牌歷史
當WWE女子冠軍在摔角狂熱32首次亮相時，由於品牌劃分已於 2011 年 8 月結束，因此並沒有品牌劃分，而時任冠軍夏洛特則在Raw和SmackDown上都擊敗了挑戰者，保住了冠軍。但隨著品牌劃分的概念從2016 年 7 月重新引入，WWE女子冠軍更名為 WWE Raw 女子冠軍 ，該冠軍也成為Raw品牌的專屬。現已更名為新WWE女子冠軍，抽離掉品牌名稱為頭銜的概念。
| 轉換日期      | 品牌      | 說明 |
| ------------- | --------- | --- |
| 2016年7月19日 | Raw       | 時任 WWE 女子冠軍夏洛特·福萊爾在2016 年 WWE 選秀期間被選入 Raw 。在SmackDown推出WWE SmackDown 女子冠軍後，該頭銜於2016年9月5日更名為 Raw 女子冠軍。 |
| 2023年5月8日  | SmackDown | 時任 Raw 女子冠軍比安卡·貝萊爾在2023 年 WWE 選秀期間被SmackDown選中。該冠軍頭銜於2023年6月9日恢復為原來的名稱WWE女子冠軍。                          |

1. ↑  Babos, John. . Www.insidepulse.com.   [February 6, 2023]. （原始内容存档于February 6, 2023）.